# Mosebacke torg

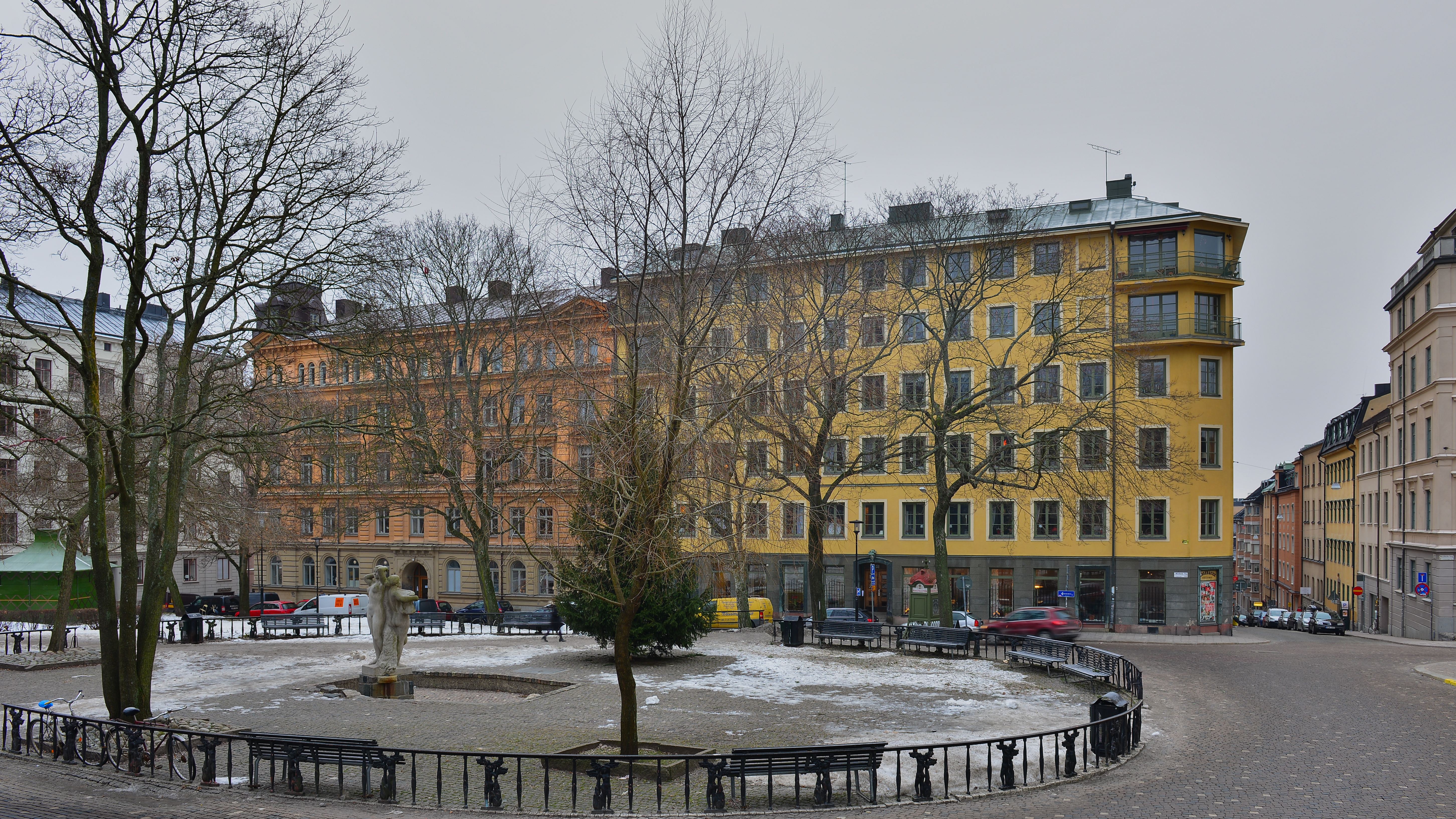
Torget sett från Mosebacke terrass mot sydväst, 2013.

Mosebacke torg är ett torg på Södermalm i Stockholms innerstad, beläget på Katarinaberget, i den östra delen av vad som brukar kallas Söders höjder, ett kvarter från Götgatan. Torget och det omkringliggande kvarteret Mosebacke skapades sedan området Mosebacke drabbats av en omfattande brand 1857, då många byggnader där brann ned till grunden. Delar av det brunna området fick bilda ett nytt torg, Mosebacke torg. 

## Namnet

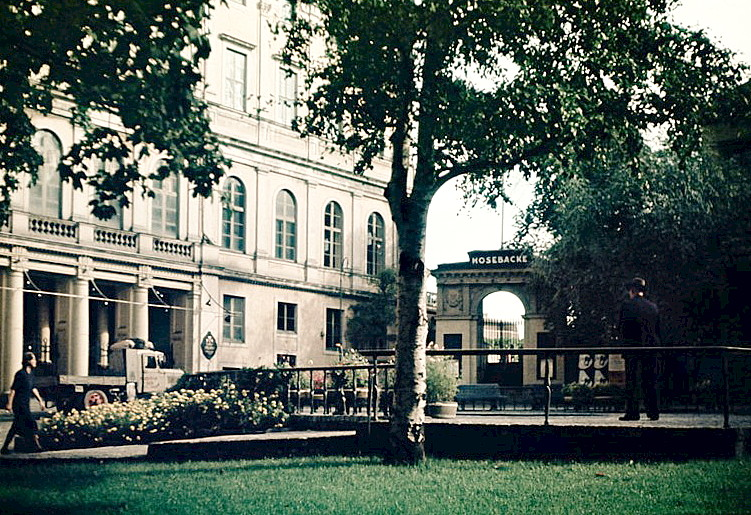
Parken, med portalen in till Mosebacke terrass i bakgrunden, 1945.

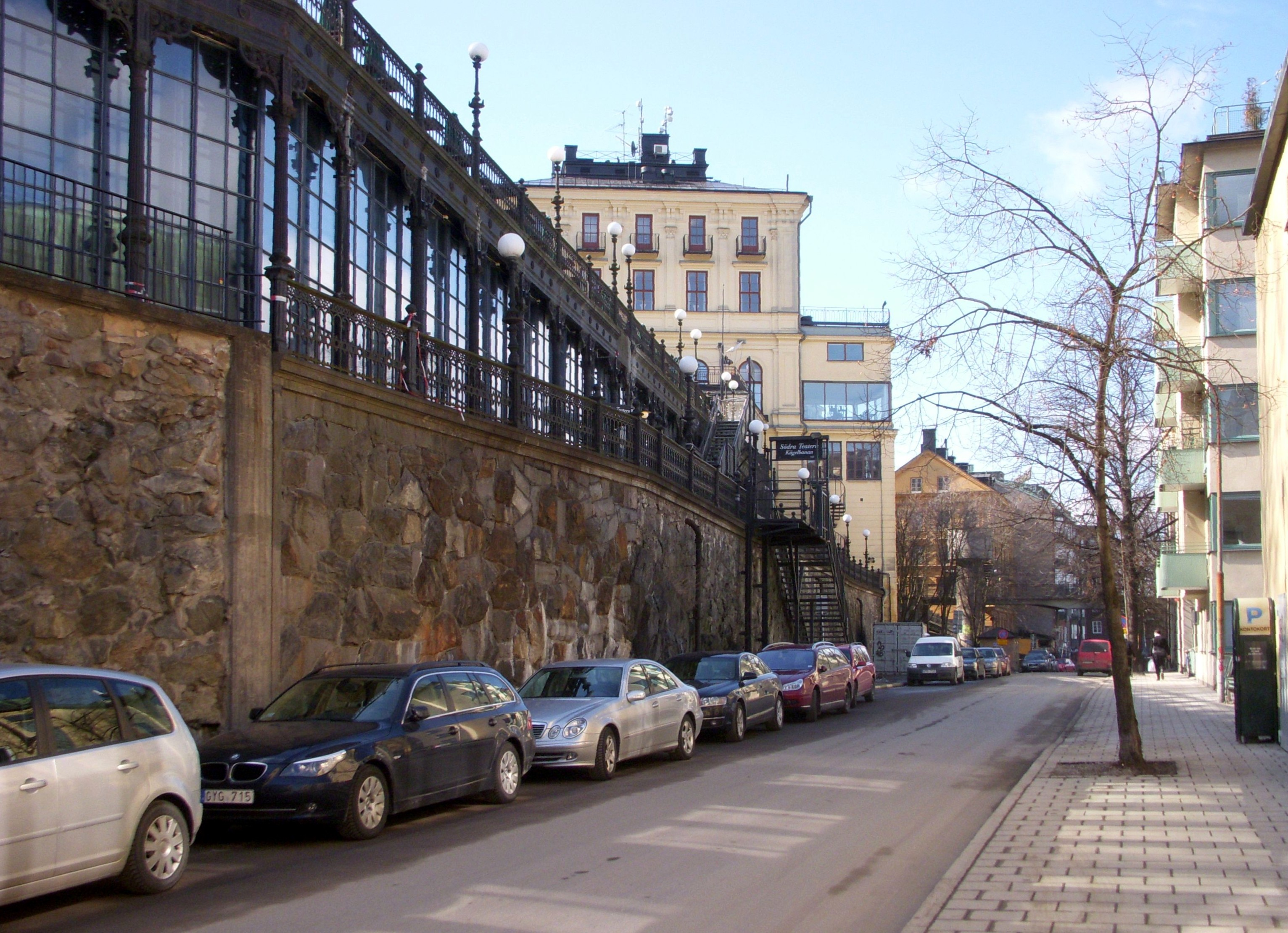
Mosebacke terrass och Södra Teatern sedd från Klevgränd.

Mosebacke (omnämnt som Mosis Backe 1734) har fått sitt namn efter Mosis kvarn som låg på berget på 1600-talet och som ägdes av Johan Hansson Hök. Kvarnen har troligen fått sitt namn efter Höks svärson, Moses Israelsson. Strax intill låg Hökens kvarn, även den ägdes av Johan Hansson Hök, som har fått ge namn åt Hökens gata, en av de backiga gator som förenar torget med Götgatan. På 1850-talet var "Mosebacke" en liten park öster om Hökens gränd. "Mosebacke" är även ett kvartersnamn på Södermalm. I kvarteret ligger Södra Teatern.

## Nöjescentrum
Mosebacke har sedan 1700-talet varit ett "nöjescentrum" i Stockholm. Först låg här värdshuset Stockholm Vapen, som kanske gästades av Carl Michael Bellman. Denne bodde på Urvädersgränd. På 1800-talet var C.A. Wallman (inte samma släkt som Hasse Wallman) Mosebackes nöjespappa. Han bedrev utskänkning med konserter, karuseller, kägelbanor, akrobatiska upptåg, marionetteater och olika pjäser. Wallman lät riva det gamla utvärdshuset 1852 och byggde Södra Teatern. Efter branden 1857 fick han bygga upp det igen. Den nuvarande teatern ritades av Johan Fredrik Åbom och invigdes 1859. 
Vid Södra Teatern står en portal, nästan som en liten triumfbåge, som leder till Mosebacke terrass. Där har man en mycket fin utsikt över Saltsjön och staden, vilket August Strindberg har beskrivit i inledningen till sin roman Röda rummet från 1879, vars första kapitel heter Stockholm i fågelperspektiv. Idag skyms utsikten lite av KF-huset. Bredvid Mosebacke terrass står ett 32 meter högt nationalromantiskt landmärke i form av Mosebacke vattentorn i tegel, ritat 1896 av Ferdinand Boberg. Mosebacke torg har fått ge namn åt det fiktiva landet Mosebacke Monarki.

## Parken
Parkens första planteringar anlades 1852–1853 som en liten stjärnplats och hör därmed till en av Stockholms tidigaste allmänna planteringar. Parken omdanades 1941 och fick då sitt nuvarande utseende. I norra delen restes 1945 fontänskulpturen Systrarna, skapad av konstnären Nils Sjögren och utförd i vit marmor. Skulpturen hade beställts av staden redan 1935 men andra världskriget fördröjde färdigställandet. Den ovala mittersta delen omges av ett gjutjärnsräcke, formgivet av konstnären Bengt Inge Lundkvist. Motivet som upprepas rättvänt och spegelvänt runt hela räcket föreställer en kvinna under ett träd. Parken utsågs år 2006 till Stockholms vackraste torg.
I sydvästra hörnet av parken finns en dold nergång till Katarinabergets skyddsrum. Allt som syns är ett ventilationsrör på gräsmattan och ett luftgaller samt skyddsrumsskylten på stödmuren vid Svartensgatan.

## Bilder

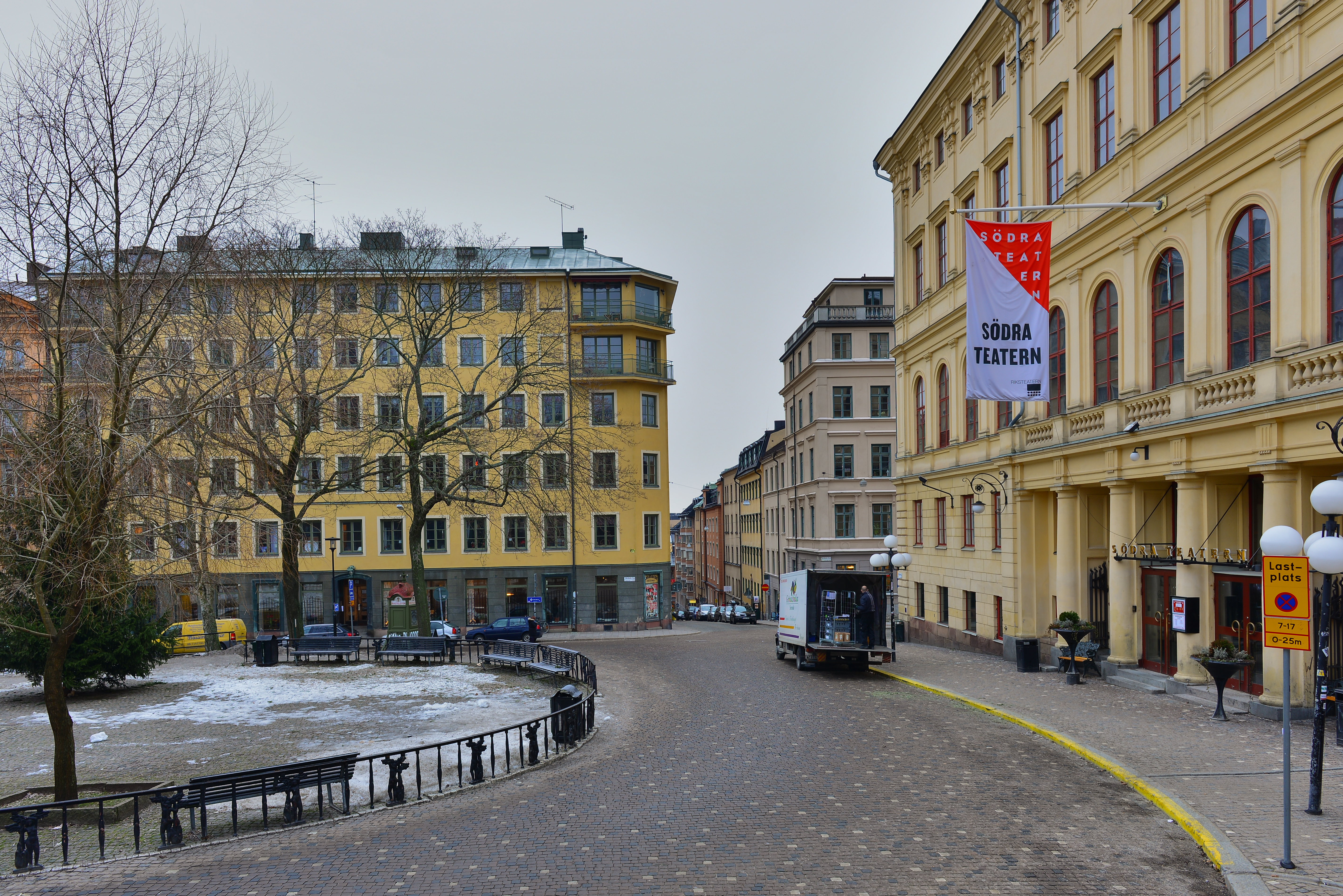
Det nordvästra hörnet med Södra teatern, 2013.
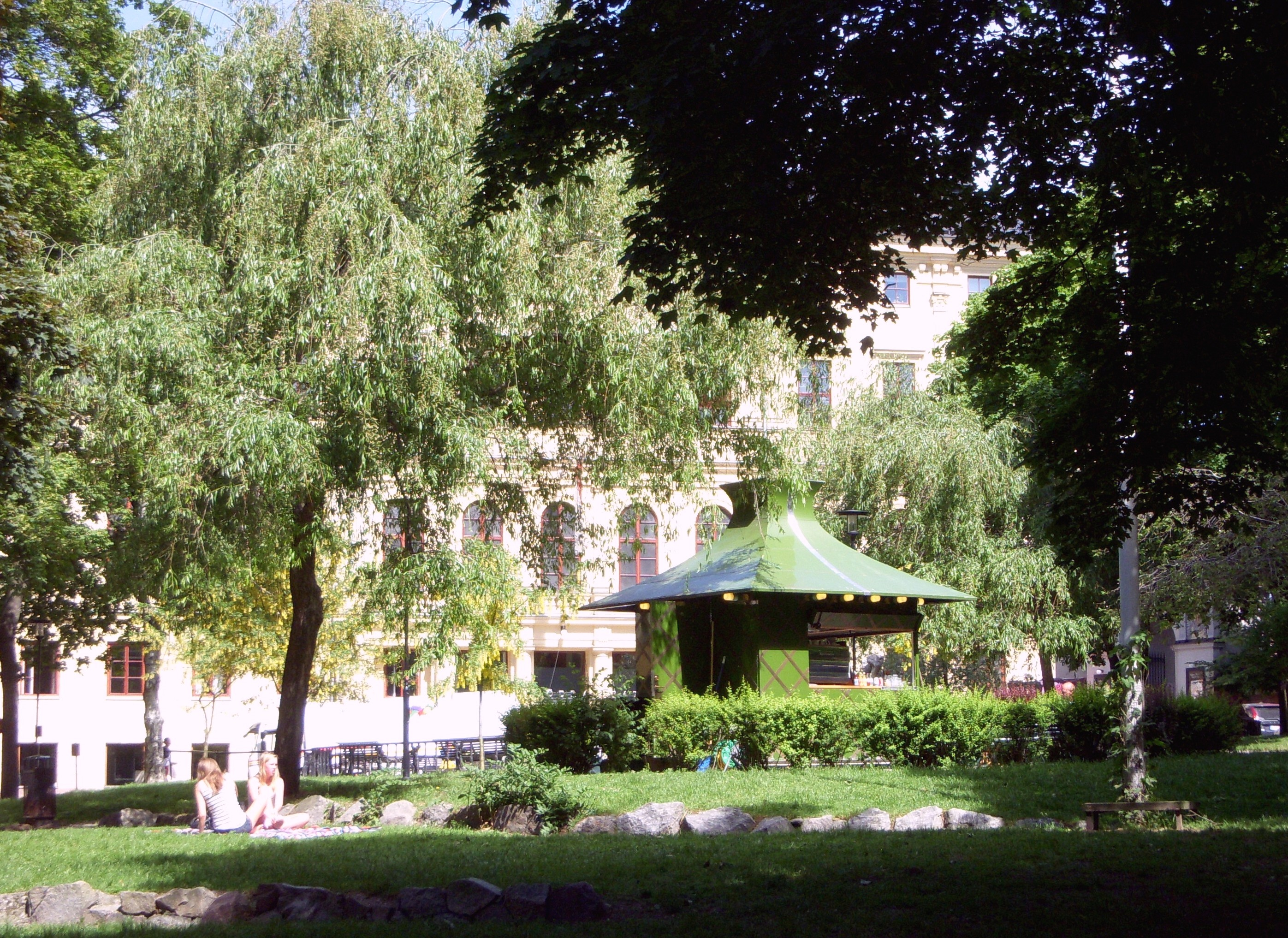
Cafépaviljongen i parken, 2010.
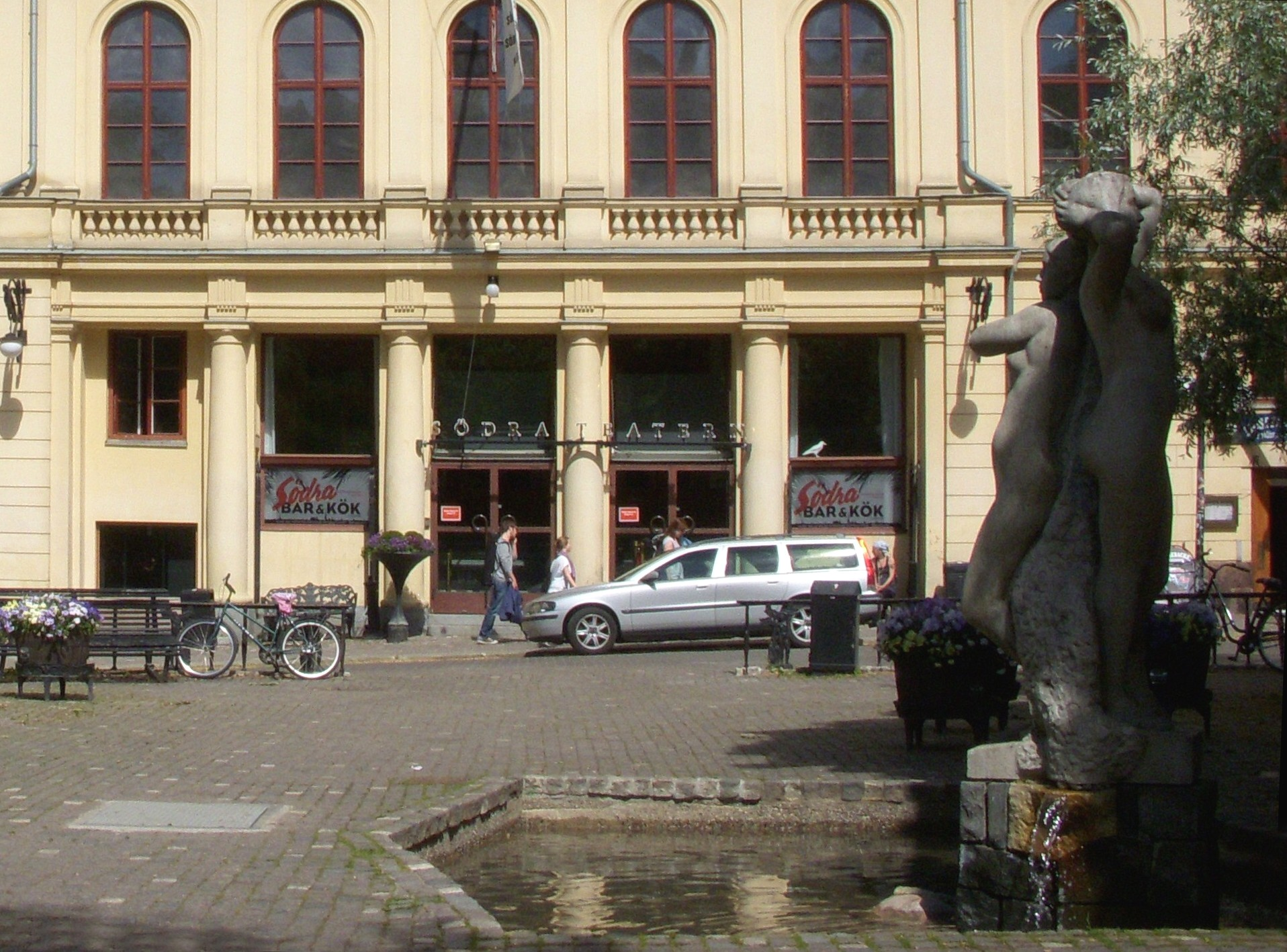
Skulpturgruppen Systrarna av Nils Sjögren med Södra Teatern i bakgrunden, 2010.
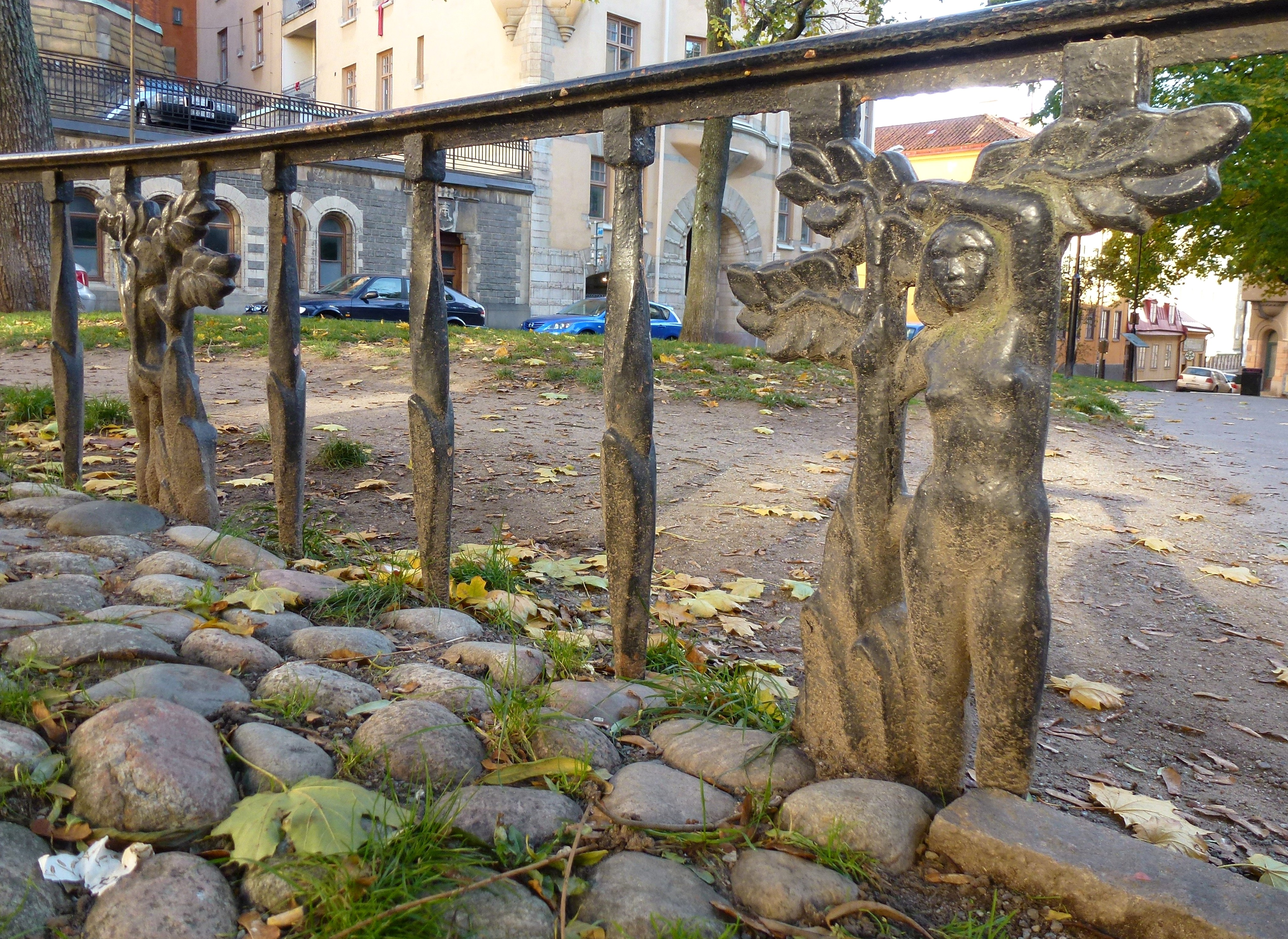
Gjutjärnsräcket, 2012.
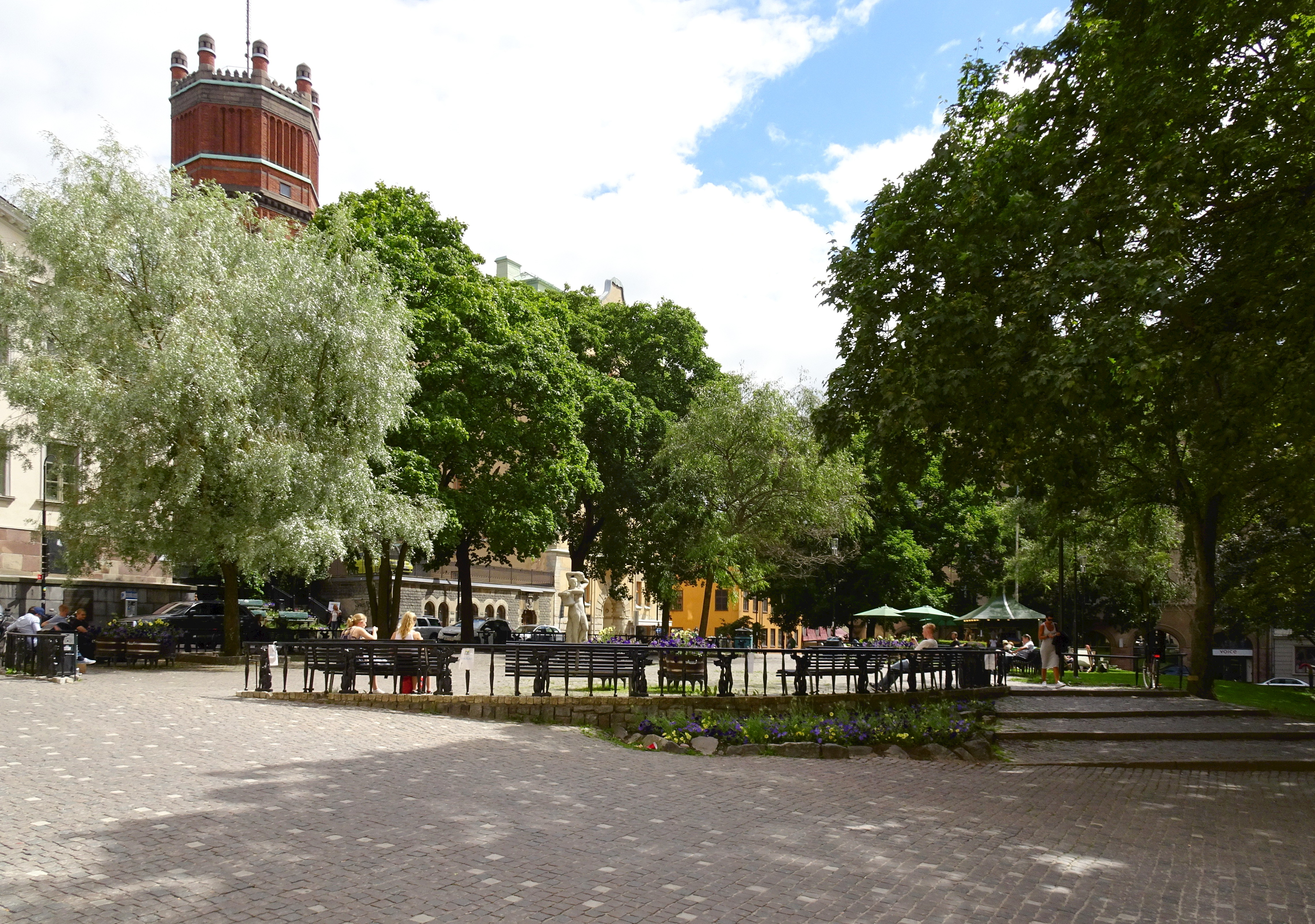
Parken på Mosebacke torg, 2016.